# ميخائيل ويليمز
ميخائيل ويليمز هو مصور كندي، ولد في 1959 في سخيدام في هولندا.